# Radu Voinescu (dirijor)
Radu Voinescu, pe numele adevărat Rudolf Wagner, a fost un dirijor român de origine germană. A fost unul din dirijorii permanenți ai Orchestrei de muzică populară Radio. În anii '50, Radu Voinescu s-a concentrat în special asupra prelucrării repertoriului din zonele folclorice Moldova și Dobrogea, ulterior dobândind cunoștințe și despre specificul muzical al celorlalte regiuni (Muntenia, Oltenia, Transilvania).

## Discografie
Radu Voinescu a înregistrat numai în calitate de dirijor la Societatea Română de Radiodifuziune. Câteva din înregistrările efectuate aici au fost editate și pe discuri Electrecord.

### DiscuriElectrecord
| An   | Număr de catalog                       | Format                 | Piese                                                 | Orchestră |
| ---- | -------------------------------------- | ---------------------- | ----------------------------------------------------- | --------- |
| 1954 | EPA 1813                               | ebonită, single, 25 cm | Sârba de la Panciu                                    | O.M.P.R.  |
| 1955 | EPA 2025                               | ebonită, single, 25 cm | Câmpulungeanca (joc popular) Hangul (joc moldovenesc) | O.M.P.R.  |
| 1956 | EPA 2282                               | ebonită, single, 25 cm | Sârba de la Iași                                      | O.M.P.R.  |
| 1957 | EPD 11                                 | ebonită, single, 25 cm | 1. Câmpulungeanca 5. Hangul                           | O.M.P.R.  |
| 1963 | EPE 0106 Muzică populară moldovenească | vinil, LP, 30 cm       | 1. Horă moldovenească                                 | O.M.P.R.  |
| 1968 | C.S. 180 România Radio București       | vinil, LP, 25 cm       | 6. Perinița                                           | O.M.P.R.  |

### ÎnregistrăriRadio România
| An      | Format          | Piese                                    | Orchestră | Note                                        |
| ------- | --------------- | ---------------------------------------- | --------- | ------------------------------------------- |
| 1954    | bandă magnetică | Sârba de la Panciu                       | O.M.P.R.  | transpusă și pe discul Electrecord EPA 1813 |
| 1955    | benzi magnetice | Câmpulungeanca Hangul                    | O.M.P.R.  | transpuse și pe discul Electrecord EPA 2025 |
| 1956    | benzi magnetice | Sârba de la Iași                         | O.M.P.R.  | transpusă și pe discul Electrecord EPA 2282 |
| indisp. | bandă magnetică | Arcanul (joc moldovenesc)                | O.M.P.R.  |                                             |
| indisp. | bandă magnetică | Ardeleana de la Păru                     | O.M.P.R.  |                                             |
| indisp. | bandă magnetică | Baraboiul (joc moldovenesc)              | O.M.P.R.  |                                             |
| indisp. | bandă magnetică | Bătuta de la Dolhasca                    | O.M.P.R.  |                                             |
| indisp. | bandă magnetică | Bun îi vinul ghiurghiuliu                | O.M.P.R.  |                                             |
| indisp. | bandă magnetică | Brâul ca la Frumoasa                     | O.M.P.R.  |                                             |
| indisp. | bandă magnetică | Brâul de la Domnești                     | O.M.P.R.  |                                             |
| indisp. | bandă magnetică | Brâul de la Catina                       | O.M.P.R.  |                                             |
| indisp. | bandă magnetică | Brâul din Bughea de Sus                  | O.M.P.R.  |                                             |
| indisp. | bandă magnetică | Brâul din Greaca                         | O.M.P.R.  |                                             |
| indisp. | bandă magnetică | Brâul pe șapte                           | O.M.P.R.  |                                             |
| indisp. | bandă magnetică | Brâul mare                               | O.M.P.R.  |                                             |
| indisp. | bandă magnetică | Brâul muntenesc                          | O.M.P.R.  |                                             |
| indisp. | bandă magnetică | Brătușca                                 | O.M.P.R.  |                                             |
| indisp. | bandă magnetică | Breaza de la Prahova                     | O.M.P.R.  |                                             |
| indisp. | bandă magnetică | Dă-i Doamne și omului                    | O.M.P.R.  |                                             |
| indisp. | bandă magnetică | Galaonul (joc oltenesc)                  | O.M.P.R.  |                                             |
| indisp. | bandă magnetică | Geamparalele (joc dobrogean)             | O.M.P.R.  |                                             |
| indisp. | bandă magnetică | Geamparalele dobrogene                   | O.M.P.R.  |                                             |
| indisp. | bandă magnetică | Hațegana din Sibiu                       | O.M.P.R.  |                                             |
| indisp. | bandă magnetică | Hora ca din caval                        | O.M.P.R.  |                                             |
| indisp. | bandă magnetică | Hora de la Oltenia                       | O.M.P.R.  |                                             |
| indisp. | bandă magnetică | Hora de la Sârbești                      | O.M.P.R.  |                                             |
| indisp. | bandă magnetică | Hora din Lerești                         | O.M.P.R.  |                                             |
| indisp. | bandă magnetică | Hora furtună                             | O.M.P.R.  |                                             |
| indisp. | bandă magnetică | Hora moldovenească                       | O.M.P.R.  | transpusă și pe discul Electrecord EPE 0106 |
| indisp. | bandă magnetică | Învârtită și Joc de doi                  | O.M.P.R.  |                                             |
| indisp. | bandă magnetică | Joc bătrânesc                            | O.M.P.R.  |                                             |
| indisp. | bandă magnetică | Joc din Ardeal                           | O.M.P.R.  |                                             |
| indisp. | bandă magnetică | Joc din Baia Mare                        | O.M.P.R.  |                                             |
| indisp. | bandă magnetică | Joc din Vaideeni                         | O.M.P.R.  |                                             |
| indisp. | bandă magnetică | Jocul Amploieștilor                      | O.M.P.R.  |                                             |
| indisp. | bandă magnetică | La Tismana într-o grădină                | O.M.P.R.  |                                             |
| indisp. | bandă magnetică | Leliță Ioană (geampara)                  | O.M.P.R.  |                                             |
| indisp. | bandă magnetică | Mândrele                                 | O.M.P.R.  |                                             |
| indisp. | bandă magnetică | Mărie și Mărioară                        | O.M.P.R.  |                                             |
| indisp. | bandă magnetică | Mărioară de la Gorj                      | O.M.P.R.  |                                             |
| indisp. | bandă magnetică | Mocănuța                                 | O.M.P.R.  |                                             |
| indisp. | bandă magnetică | Mugur, mugurel                           | O.M.P.R.  |                                             |
| indisp. | bandă magnetică | Omule cu caii buni                       | O.M.P.R.  |                                             |
| indisp. | bandă magnetică | Pelin beau, pelin mănânc                 | O.M.P.R.  |                                             |
| indisp. | bandă magnetică | Perinița                                 | O.M.P.R.  |                                             |
| indisp. | bandă magnetică | Polca veseliei (dans german)             | O.M.P.R.  |                                             |
| indisp. | bandă magnetică | Rustemul (joc oltenesc)                  | O.M.P.R.  |                                             |
| indisp. | bandă magnetică | Sârba de la Expoziție                    | O.M.P.R.  |                                             |
| indisp. | bandă magnetică | Sârba de la Tăslău                       | O.M.P.R.  |                                             |
| indisp. | bandă magnetică | Sârba de pe malul Dunării                | O.M.P.R.  |                                             |
| indisp. | bandă magnetică | Sârba din Cristinești                    | O.M.P.R.  |                                             |
| indisp. | bandă magnetică | Sârba din Gorj                           | O.M.P.R.  |                                             |
| indisp. | bandă magnetică | Sârba lui Buică                          | O.M.P.R.  |                                             |
| indisp. | bandă magnetică | Sârba-n căruță                           | O.M.P.R.  |                                             |
| indisp. | bandă magnetică | Sârbă moldovenească                      | O.M.P.R.  |                                             |
| indisp. | bandă magnetică | Sârba rândunelelor (de Iliuță Rudăreanu) | O.M.P.R.  |                                             |
| indisp. | bandă magnetică | Suveica (joc moldovenesc)                | O.M.P.R.  |                                             |
| indisp. | bandă magnetică | Vino bade                                | O.M.P.R.  |                                             |
| indisp. | bandă magnetică | Zdroboleanca                             | O.M.P.R.  |                                             |